# Вознесенский переулок
Вознесе́нский переулок (первое известное название — Новгородский, затем с конца XVI по конец XVIII века — Вознесенский, конец XVIII века—1922 — Большой Чернышёвский, 1922—1993 — улица Станкевича, с 1993 — Вознесенский) — переулок в Центральном административном округе города Москвы. Проходит от Большой Никитской до Тверской улицы между Леонтьевским переулком и Брюсовым переулком. Пересекает Елисеевский переулок. Нумерация домов ведётся от Большой Никитской улицы.

## Происхождение названия

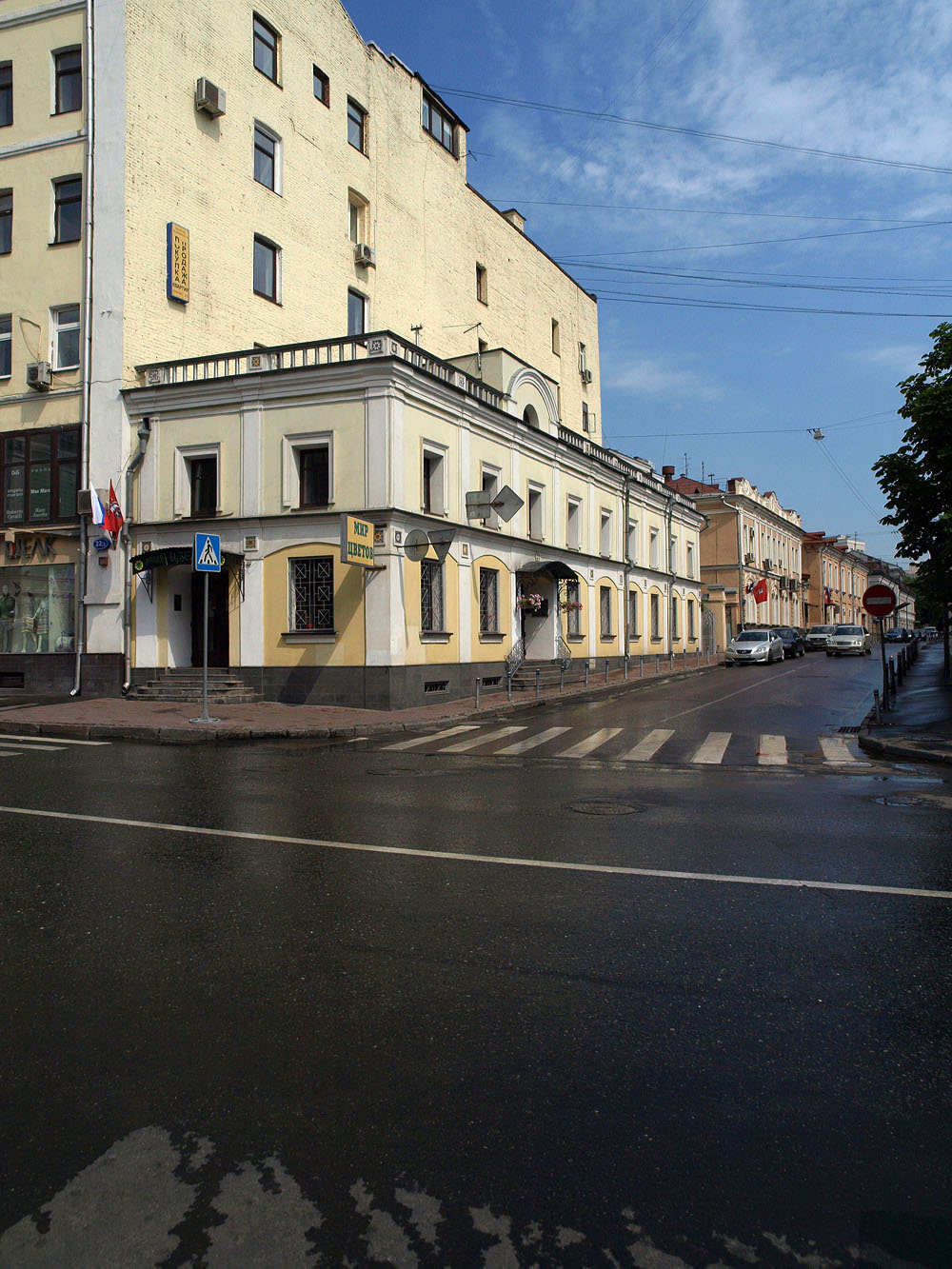
Начало переулка от Большой Никитской улицы.

Название XVI—XVII веков, дано по церкви «Вознесения Господня на Большой Никитской», называвшейся также «Малым Вознесением» (построена в XVI веке).
Первое название — Новгородский — произошло от слободы новгородцев, поселившихся в этих местах после приезда в Москву.

## История
Деревянный храм Вознесения на этом месте известен с начала XVI века, каменный построен в 1584 году царём Фёдором Иоанновичем в память его венчания на царство, и с того времени два века переулок назывался Вознесенским.
В 1782 году губернатором Москвы был назначен граф З. Г. Чернышёв, известный полководец, который поселился в своей усадьбе на Тверской. Для него был выстроен дом-дворец, ставший резиденцией московских генерал-губернаторов, а после революции занятый Моссоветом, в настоящее время — здание мэрии Москвы. С конца XVIII века Вознесенский переулок, на углу которого с Тверской улицей находился генерал-губернаторский дворец, стали называть Большим Чернышёвским.
В 1922 году Большой Чернышёвский переулок был переименован в улицу Станкевича (А. В. Станкевич, брат известного мыслителя Н. В. Станкевича был владельцем дома № 6 в этом переулке).
В 1993 году переулку возвращено его название XVIII века.

## Примечательные здания и сооружения

### По нечётной стороне
- № 1 — дом построен в 1879 году.

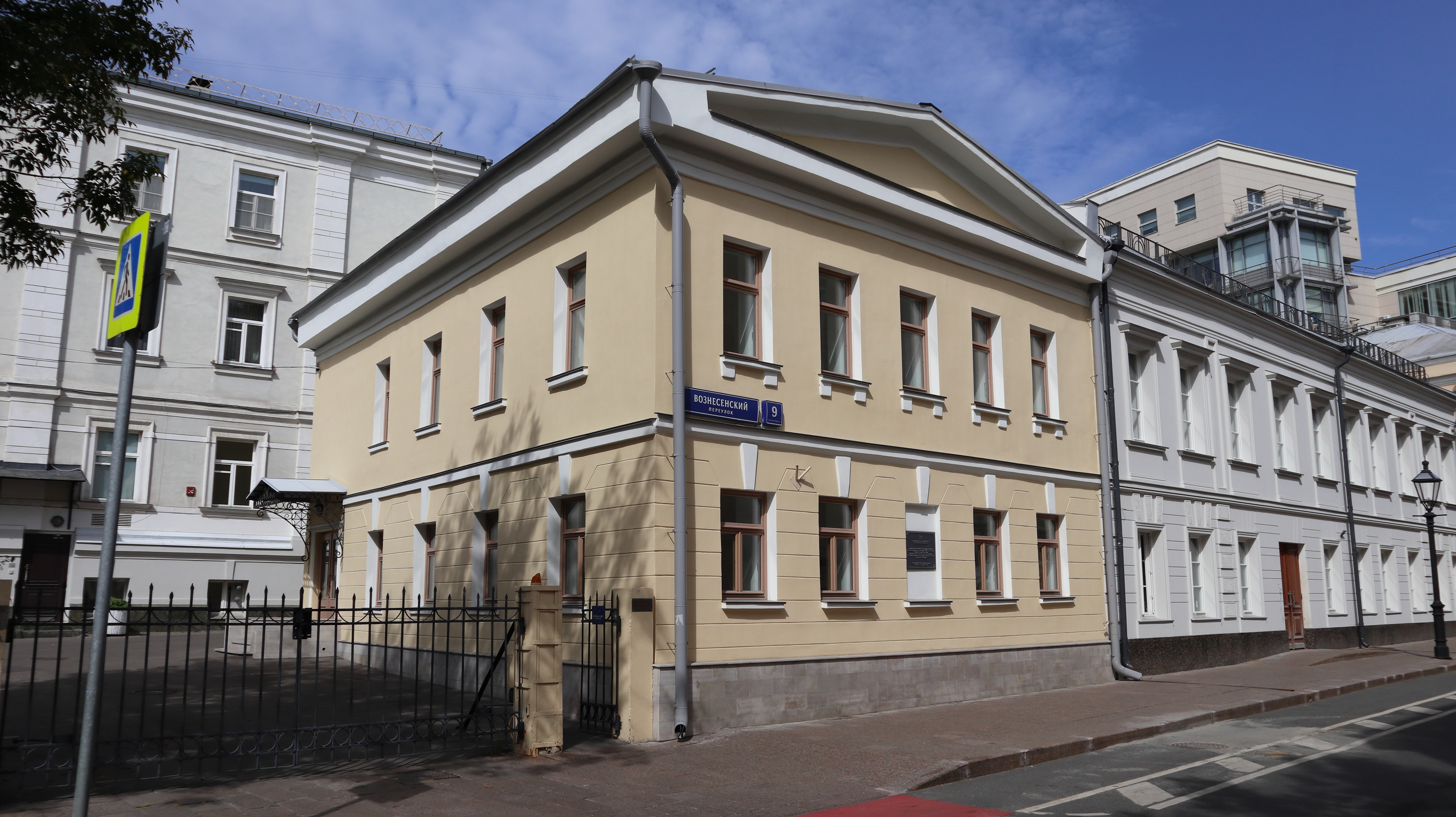
Дом П. А. Вяземского, № 9 строение 4

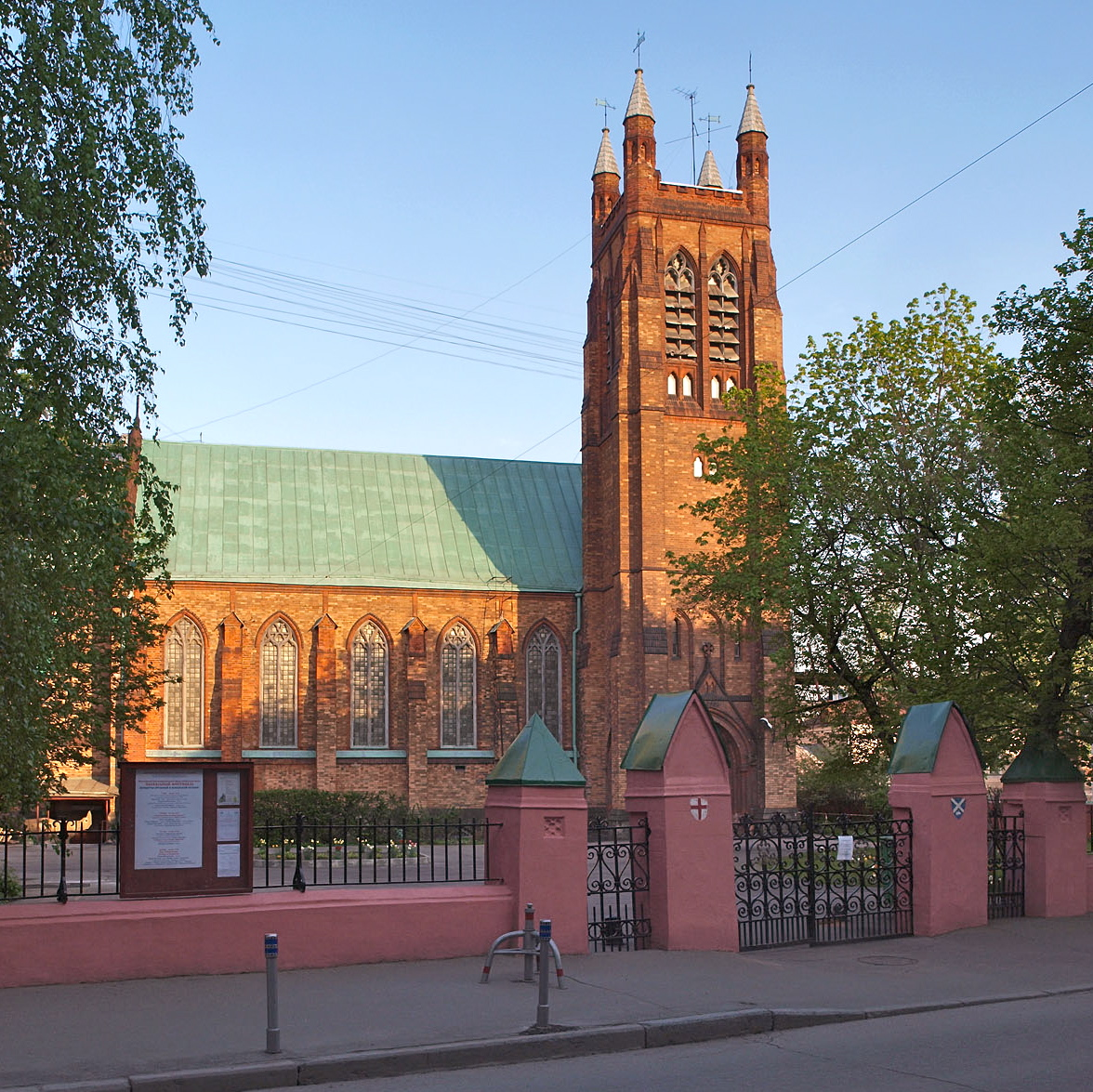
Англиканская церковь.

- № 3 — дом построен в XIX веке, до 1917 года здесь размещался бесплатный родильный приют.
- № 7 — гостиница «Мариотт» (Courtyard Marriott) построена на месте дома XIX века, которым владел князь В. А. Черкасский и в котором с 1886 по 1918 год располагалась редакция газеты «Русские ведомости». В советское время здесь находились редакция и типография газеты «Гудок». В 1923 году в общежитии при типографии получил комнату И. А. Ильф, вместе с ним жил Ю. К. Олеша — оно считается прообразом общежития имени монаха Бертольда Шварца в романе «Двенадцать стульев».
- № 9, стр. 1, 2; 9А — доходные дома М. В. Пустошкиной (1895, архитектор И. А. Иванов-Шиц)
- № 9, стр. 4,  памятник архитектуры (региональный) — дом П. А. Вяземского (1-я половина XIX века). Здесь в 1826 году А. С. Пушкин читал свою трагедию «Борис Годунов», в 1830 году он жил в этом доме. Также здесь бывал писатель А. С. Грибоедов[2].
- № 11 — городская усадьба Соколовых-Сибиряковых (XIX—XX века). Большинство строений усадьбы были снесены в 2001 году.
  - № 11, стр. 2 — жилой флигель (1889, архитектор В. А. Гамбурцев);
  - № 11, стр. 3,  памятник архитектуры (региональный) — доходный дом и особняк С. В. Сибирякова (1908, архитектор В. И. Мясников). Сохраняет пространственного-планировочную структуру интерьеров и оформление фасадов в стиле раннего модерна. Несмотря на охранный статус, инвестором прорабатывался вопрос о сносе здания[3][4]. В марте 2015 года здание пострадало от пожара (возможно, поджог ради застройки территории).
- № 15 — доходный дом (1885, архитектор А. Э. Эрихсон). Здесь жила актриса Софья Халютина[5].
- № 17 — доходный дом графини П. С. Уваровой (1908—1909, архитектор И. П. Машков), надстроен.
- № 21 — Департамент экономической политики и развития города Москвы.

### По чётной стороне
- № 6/3 стр. 1  памятник архитектуры (федеральный) объект культурного наследия федерального значения[6] — Дом Е. А. Баратынского. Усадьба известна с 1716 года, принадлежала деду и отцу драматурга А. П. Сумарокова[7]. В основе главного дома сохраняются части палат того времени. В 1808 году усадьба приобретена генералом Л. Н. Энгельгардтом, дочь которого в 1826 году стала супругой Е. А. Баратынского[8]. В доме бывали А. С. Пушкин, П. А. Вяземский, Д. В. Давыдов[2]. Дом принадлежал П. Н. Ермолову[9] (1841—1856), затем — А. В. Станкевичу; в начале XX века в доме жили Габричевские: племянница жены Станкевича Елена Васильевна с мужем, микробиологом Г. Н. Габричевским[10]. В 1923—1959 годах здесь жил и работал архитектор И. В. Жолтовский; на стене дома установлена мемориальная доска в его честь (скульптор — Н. Никогосян[11]).
- № 6/3 стр. 3  памятник архитектуры (вновь выявленный объект) — одноэтажный флигель вдоль задней границы владения выстроен не позднее 1837 года, по линии Брюсова переулка. В 1851 году флигель стал двухэтажным. В 1840-е годы здесь квартировал хирург Ф. И. Иноземцев, в 1850-е — физиолог И. М. Сеченов. В 2000-е годы главный дом (стр.1) отреставрирован в качестве представительского особняка Дома моды В. Юдашкина. Тем временем флигель (стр. 2) пустует, затянут сеткой. В 2013 году модельер просил Правительство России разрешить ему приватизировать оба усадебных строения, и в настоящее время флигель находится в собственности ООО «Валентин Юдашкин». Статус выявленного объекта культурного наследия[12] не позволяет Мосгорнаследию оформить охранные обязательства на памятник[8].
- № 8/5,  памятник архитектуры (региональный) — ансамбль Англиканской церкви Святого Андрея (кон. XIX в.).
  - № 8/5, стр. 1 — дом капеллана при Англиканской церкви Святого Андрея (1894, архитектор Б. В. Фрейденберг).
  - № 8/5, стр. 3 — Англиканская церковь Святого Андрея (1882—1884, архитектор Р.-Н. Фриман; 1895, архитектор Б. В. Фрейденберг)[13].
  - № 8/5, стр. 5 — службы (1894, архитектор Б. В. Фрейденберг).
- № 10 — доходный дом князя Г. Д. Волконского (1913, архитектор Б. Н. Шнауберт)
- № 12 — доходный дом Н. З. Захарова, 1911, в рациональном стиле с элементами неоклассического декора. В доме жил актёр С. В. Айдаров[14]
- № 16 — доходный дом (1893, архитектор В. Г. Сретенский).
- № 18,  памятник архитектуры (вновь выявленный объект) — Усадьба князей Засекиных. В подвале главного дома усадьбы выявлена палата XVII-начала XVIII веков и помещение середины XVIII века. Существующее здание с двумя полукруглыми ризалитами на дворовом фасаде и соответствующей им оригинальной планировкой парадной анфилады возведено около 1793 года. В 1880-е годы, при владельце Н. И. Василенко (отец композитора С. Н. Василенко), усадебный дом приобрел существующий облик[15] с четырёхколонным портиком, а с северо-востока к нему был пристроен доходный корпус по проекту архитектора И. А. Мазурина. В 2007 году снесен дворовый флигель. Существовала угроза полного сноса либо радикальной реконструкции памятника в связи с планами развития т. н. «Усадьбы-Центр» — структуры Правительства Москвы, успевшей произвести огромные разрушения в смежных владениях. Дом был отселен, затянут сеткой и долго пустовал, теряя лепной декор. В конце 2013 года характер угрозы изменился: был объявлен тендер на проект капитального ремонта с перепланировкой помещений. Контракт заключен с ГУП «МосжилНИИпроект». Летом 2015 года градозащитники обнаружили, что «перепланировка» привела к утрате междуэтажных перекрытий и чугунных ограждений лестницы[16]. Мосгорнаследие признало факт незаконных работ и возбудило административное дело, а в декабре того же года отклонило проект реставрации, выполненный по заказу ООО «Фарос». Проект приспособления, согласованный Мосгорнаследием в марте 2016 года, предусматривает устройство мансарды[17]. В июне 2016 года общественное обсуждение прошел акт государственной историко-культурной экспертизы проектной документации по сохранению и приспособлению для современного использования памятника.[18] В настоящее время усадьба принадлежит Москве, передана на праве оперативного управления ДЭЗ ИСК. Работы по реставрации осуществляются в соответствии с проектной документацией и разрешением на проведение работ от 28.01.2018 г., выданным Мосгорнаследием[17].
- № 20,  памятник архитектуры (утраченный) — на этом месте находился дом, построенный в 1868 году архитектором А. Л. Обером, который, возможно[19], включал в себя неисследованные палаты XVII—XVIII веков. В доме жил хормейстер и дирижёр У. И. Авранек[20]. В 1892 году дом приобрёл профессор Михаил Духовской; в справочной книге «Москва-Сибирь» за 1908 год по этому адресу записана типография «Рябушинский П. П.». Здание было выведено из списка вновь выявленных памятников архитектуры и снесено в конце 2003 года. На его месте построена 2-я очередь «Усадьбы-Центр» Правительства Москвы (1997, архитекторы М. Мандрыгин, С. Арендарук)[21].

## Транспорт
По Вознесенскому переулку транспорт не проходит. Ближайшие остановки на Большой Никитской улице «Консерватория» автобусов м6 на Тверской улице «Тверская площадь» автобусов е30, м1, м40, н1.